# Linia kolejowa 4 Esztergom – Almásfüzitő
Linia kolejowa Esztergom – Almásfüzitő – linia kolejowa drugorzędna na Węgrzech. Jest to linia jednotorowa, nie zelektryfikowana. Linia przebiega przez komitat Komárom-Esztergom.